# Mesocyclops ferjemurami
Mesocyclops ferjemurami is een eenoogkreeftjessoort uit de familie van de Cyclopidae. De wetenschappelijke naam van de soort is voor het eerst geldig gepubliceerd in 2000 door Holynska & Nam.